# اسپیس‌هی
اسپیس‌هی (به انگلیسی: SpaceHey) شبکهٔ اجتماعی آنلاین به‌زبان انگلیسی می‌باشد که توسط شرکت مسئولیت محدود آلمانی تیبوش اداره می‌شود و دفتر مرکزی آن در فولینگن قرار دارد این وبگاه توسط آنتون روم به‌عنوان نوعی ادای احترام به اوج رسیدن پلتفرم رسانهٔ اجتماعی مای‌اسپیس در اواسط دههٔ ۲۰۰۰، در سال ۲۰۲۰ تأسیس شد. اما با این حال به‌طور رسمی با مای‌اسپیس همکاری نمی‌کند.